# Canon EF-S 18-55mm

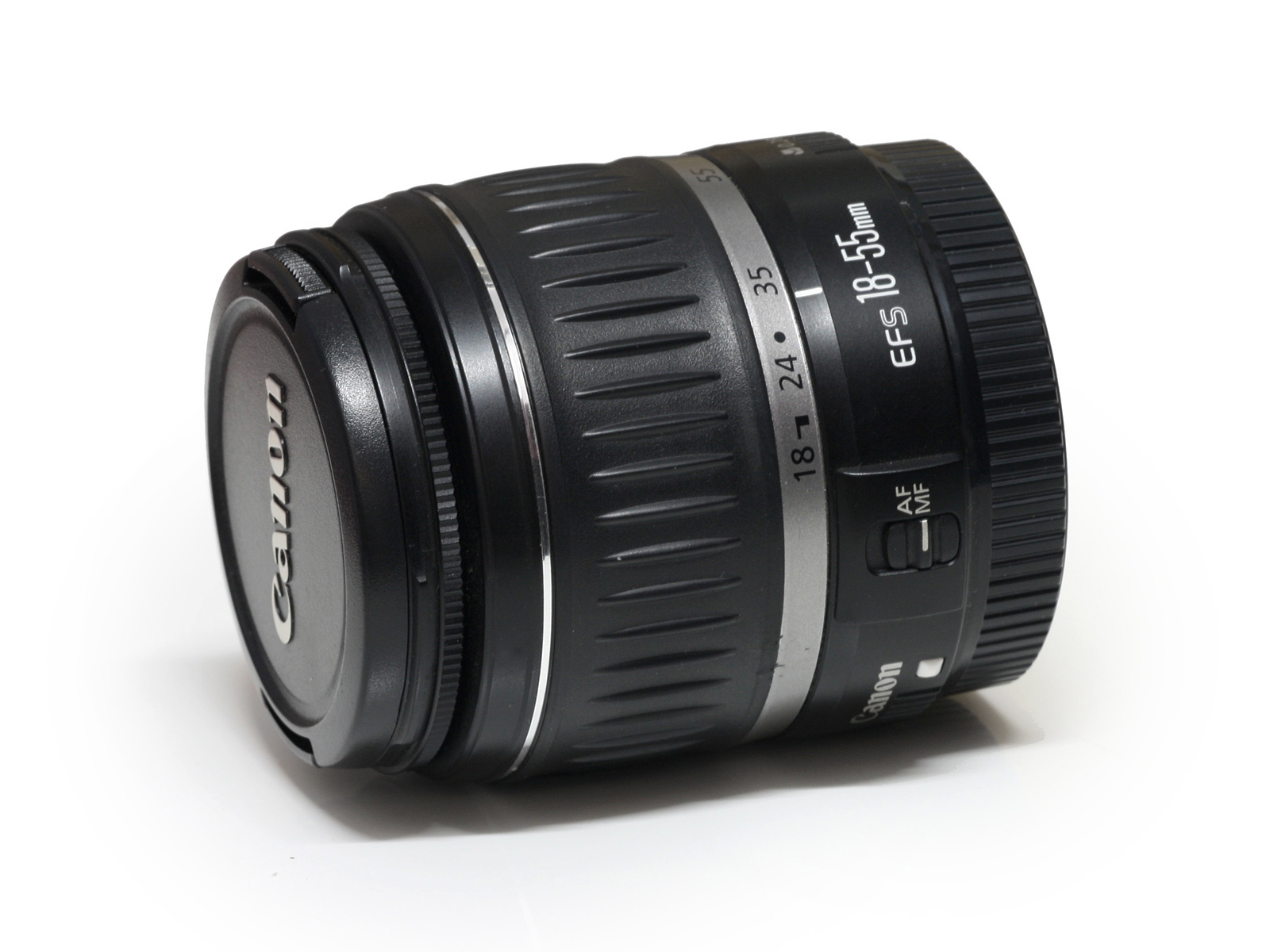
L'objectif 18–55mm USM.

L'objectif Canon EF-S 18–55mm 3.5–5.6 est un zoom grand angle à petit téléobjectif fabriqué par Canon pour les appareils reflex à monture monture EF-S. L'angle de champ a une distance focale équivalente en 35 mm de 28.8–88 mm. Il s'agit de l'objectif fourni dans les kits standard des appareils reflex APS-C grand public de Canon. En février 2017, Canon a annoncé le nouvel objectif Canon EF-S 18–55mm 4–5.6 IS STM ayant une ouverture maximale plus faible, ce qui le rend 20 % plus petit selon le constructeur.

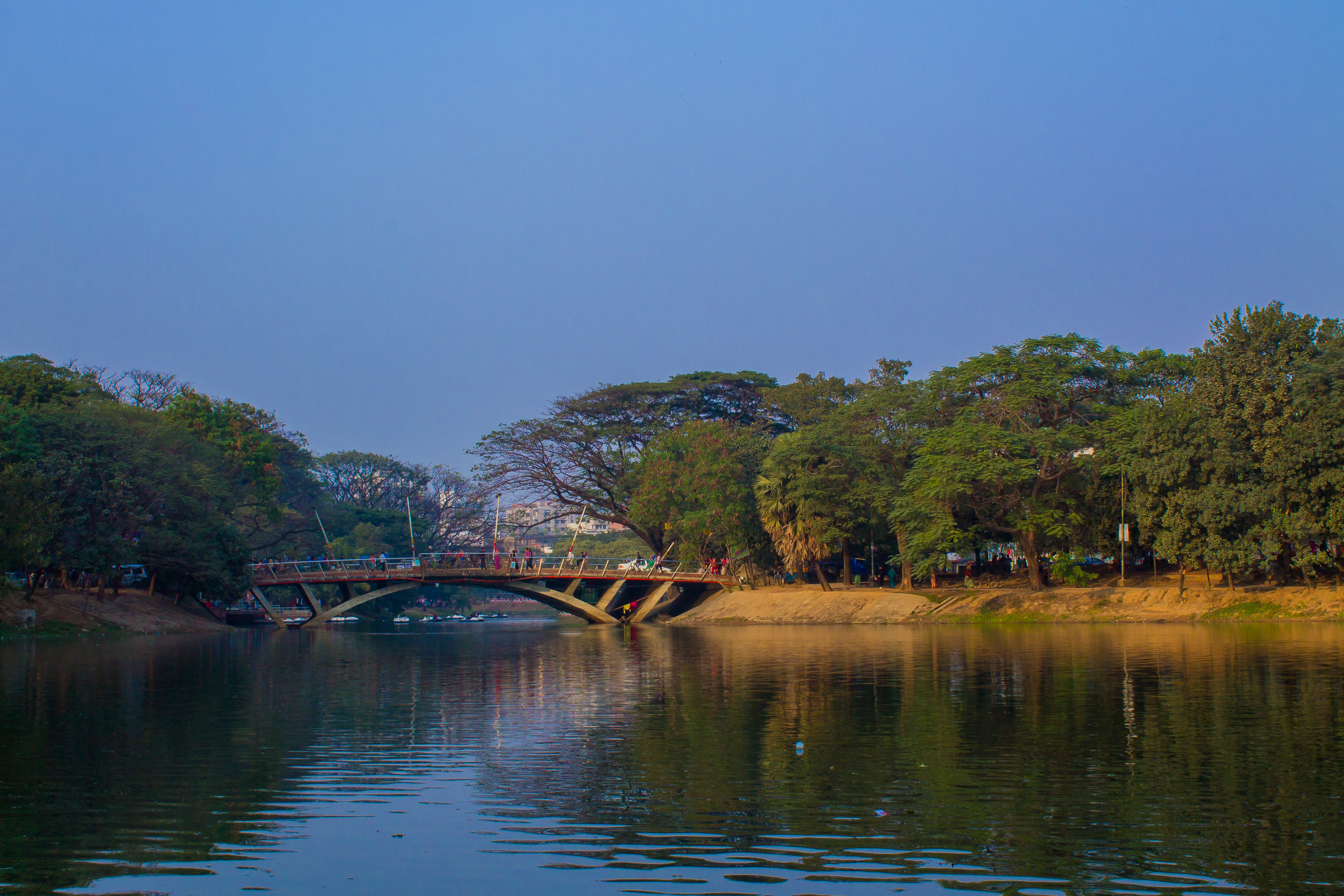
Le lac Dhanmondi (Bangladesh) pris avec un Canon EF-S 18–55mm

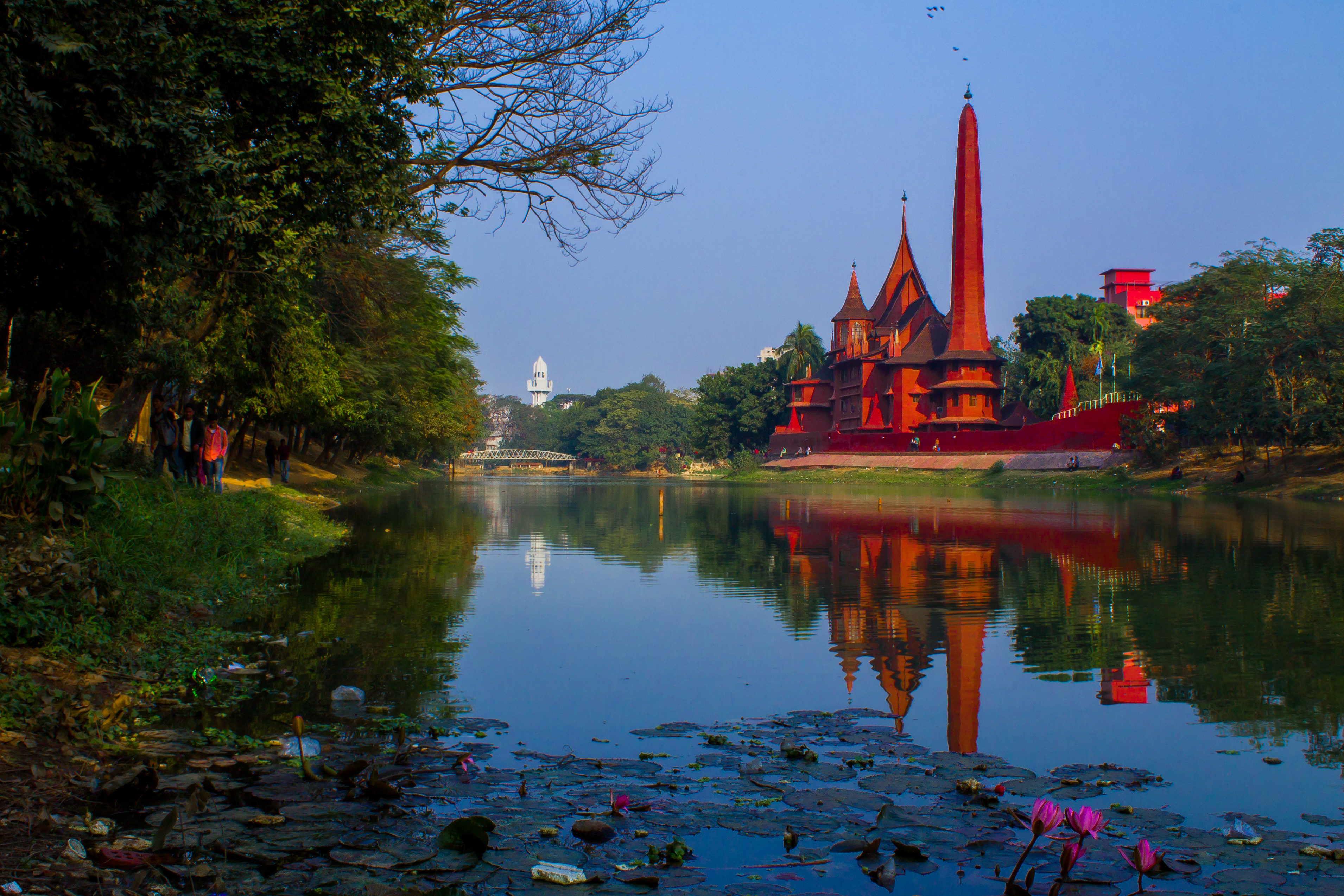
Le lac Dhanmondi pris avec un Canon EF-S 18–55mm

Il y a eu neuf versions de cet objectif, cinq dont la fabrication a été interrompue et quatre toujours fabriquées : la III (seulement fournie dans les kits et la plus 'basique'), l'IS II, et les deux objectifs IS STM.
- I USM (fabrication interrompue)
- I (fabrication interrompue)
- II USM (fabrication interrompue)
- II (fabrication interrompue)
- IS (fabrication interrompue)
- IS II (actuel)
- III (actuel)
- IS STM (actuel)
- f/4-5.6 IS STM (actuel)

## EF-S 18–55mm USM I/II / EF-S 18–55mm I/II
Le corps de l'objectif est en plastique, y compris la monture. Cependant, cette version de l'objectif est assez médiocre et doit être diaphragmée pour obtenir une netteté acceptable. La distorsion en barillet devient notable côté grand angle et l'aberration chromatique (franges pourpre) est significative.

## EF-S 18–55mm IS I/II
Le 20 août 2007, l'objectif EF-S 18-55mm IS fut annoncé en même temps que l'EOS 40D. Il possède une qualité optique améliorée par rapport aux versions précédentes et est équipé d'une stabilisation d'image.
Le 7 février 2011, la version 18–55mm 1:3.5-5.6 IS II fut annoncée et livrée en kit avec les Canon 600D et 1100D. Les spécifications de cette version sont identiques à celles de la version I : elle possède exactement la même optique mais a un aspect externe révisé et un algorithme de stabilisation d'image un peu différent qui cherche à détecter si l'appareil est utilisé en travelling, afin de désactiver la stabilisation dans la direction horizontale.

## EF-S 18–55mm IS STM
Le 21 mars 2013, la version 18–55mm 3.5–5.6 IS STM a été annoncée en même temps que les Canon 700D et 100D. Elle possède une formule optique différente des modèles Canon 18–55mm précédents et intègre la technologie Canon STM (moteur pas à pas), dont le constructeur assure qu'elle offre un autofocus continu plus progressif lors de vidéos réalisées sur des appareils Canon équipés d'un capteur à technologie AF hybride. C'est également la première version d'objectif 18–55mm à mise au point interne (sans rotation ou déplacement de la lentille frontale). À sa sortie, il fut proposé comme objectif en kit sur les 700D et 100D ; il est ensuite devenu l'un des deux objectifs proposés en kit avec le 70D.

## EF-S 18–55mm f/4–5.6 IS STM
Le 14 février 2017, l'objectif 18–55mm 4–5.6 IS STM a été annoncé en même temps que les Canon 800D et 77D. Il possède une formule optique différente des modèles Canon 18–55mm précédents et une ouverture maximale plus faible, ce qui a permis de réduire la taille de l'objectif.